# Hisataka Fujikawa
Hisataka Fujikawa (jap. 藤川 久孝, Fujikawa Hisataka; * 1. Mai 1964 in der Präfektur Kanagawa) ist ein ehemaliger japanischer Fußballspieler.

## Karriere
Fujikawa erlernte das Fußballspielen in der Schulmannschaft der Narashino High School und der Universitätsmannschaft der Hōsei-Universität. Seinen ersten Vertrag unterschrieb er 1987 bei Toyota Motors. Der Verein spielte in der höchsten Liga des Landes, der Japan Soccer League. Am Ende der Saison 1987/88 stieg der Verein in die Division 2 ab. 1989/90 wurde er mit dem Verein Vizemeister der Division 2 und stieg in die Division 1 auf. Mit Gründung der Profiliga J.League 1992 und der damit verbundenen Neuorganisation des japanischen Fußballs wurde der Toyota Motors zu Nagoya Grampus Eight. Für den Verein absolvierte er 129 Erstligaspiele. 1995 wechselte er zum Ligakonkurrenten JEF United Ichihara. Für den Verein absolvierte er 26 Erstligaspiele. Ende 1996 beendete er seine Karriere als Fußballspieler.